# Šampon
Šampón je kemična priprava navadno za umivanje las. Običajno je v viskozni tekoči obliki, manj pogosto je šampon na voljo v obliki trdnih ploščic. Šampon uporabljamo tako, da ga nanesemo na mokre lase, izdelek vmasiramo v lasišče in nato speremo. Nekateri uporabniki lahko sledijo šamponiranju z uporabo balzama za lase.

## Etimologija
Beseda se pojavi okoli leta 1762 in izhaja iz hindijske besede cā̃pō (चाँपो, izgovarja se [tʃãːpoː]), ki sama izhaja iz sanskrtske korenine capati (चपति), kar pomeni »pritiskati, gneteti«.